# در کمال خونسردی (فیلم ۱۳۷۳)
در کمال خونسردی فیلمی به کارگردانی سیامک شایقی و نویسندگی سیامک شایقی، اصغر عبدالهی و فریدون جیرانی محصول سال ۱۳۷۳ است.

## خلاصه داستان
«محسن عندلیب» یک وکیل دعاوی است که به تازگی همسرش را در یک حادثه اتومبیل از دست داده و در صدد است دفتر وکالتش را تعطیل کند که با پرونده پیچیده و پر از راز و رمز یکی از دوستان قدیمی‌اش با نام «شهباز» روبرو می‌شود...

## بازیگران
- ابوالفضل پورعرب
- آتیلا پسیانی
- آتنه فقیه نصیری
- غلامحسین لطفی
- مهتاج نجومی
- سیامک اطلسی
- رضا کرم‌رضایی
- محمدرضا سیف‌الدینی
- رحمان مقدم
- پرویز غیاثی
- سلمان مسلم بشعره
- ماندانا کاشفیان
- جواد غلامی
- حمید اشراقی
- محمدحسین قلیچ‌خانی
- نرگس تبریزی
- سوسن تبریزی